# 宮田登
宮田 登（みやた のぼる、1936年〈昭和11年〉10月14日 - 2000年〈平成12年〉2月10日）は、日本の民俗学者。学位は、文学博士（東京教育大学・1976年）。筑波大学名誉教授。元・日本民俗学会会長。国文学者の藤沢袈裟雄は実父。

## 来歴
神奈川県横浜市生まれ。1960年（昭和35年）東京教育大学文学部卒業。同大学院文学研究科博士課程単位取得退学。1976年（昭和51年）、「ミロク信仰の研究 : 日本における伝統的メシア観」で東京教育大学より文学博士の学位を取得。
東京教育大学助手、東京学芸大学助教授、筑波大学歴史人類学系助教授、同教授を経て、退官後に神奈川大学経済学部教授。
国立歴史民俗博物館客員教授、文化庁文化財保護審議会専門委員などもつとめた。江戸東京博物館客員教授（1999年〈平成11年〉4月 - 退任時期不明）、旅の文化研究所長もつとめた。2000年（平成12年）2月10日、肝機能不全のため死去。

## 人物
- 筑波大学助教授時代、大塚英志に対し、口頭試問で「君の発想はジャーナリスティックすぎて学問には向かない」と述べて、大学院への進学を断念させた。
- 「ミロク信仰」「生き神信仰」や天皇制に関する研究などを行った。また、「都市民俗学」の提唱者の一人でもあった。網野善彦や佐々木宏幹との親交が深く、共著も多い。多くの啓蒙書も記した。
- 推理小説の愛好家であったことが知られており、論述するときのアイデアは、民俗学の論文からより、多くのことを得ていた、と広言していた[5]。
- ドキュメンタリー監督の野田真吉らと親交し、ともに「日本映像民俗学の会」を創設している。

## 受賞・栄典
- 1971年（昭和46年）：日本宗教学会賞[6]
- 1992年（平成4年）：第46回毎日出版文化賞特別賞を受賞。（ビデオブック『大系日本歴史と芸能 全14巻』網野善彦＋小沢昭一＋服部幸雄+宮田登＋大隅和雄＋山路興造＝編集委員、平凡社＋日本ビクター）による。
- 2000年（平成12年）：柳田賞(第39回)「日本人と宗教」[6]
- 2000年：叙従四位、勲三等瑞宝章追贈[7]。

## 単著
- 『生き神信仰』（塙書房〈塙選書〉、1970年）
- 『ミロク信仰の研究　日本における伝統的メシア観』（未來社、1970年）
- 『近世の流行神　日本人の行動と思想』（評論社、1972年）
  - 『江戸のはやり神』（ちくま学芸文庫、1993年）
  - 『江戸のはやり神』（法蔵館文庫、2023年）
- 『原初的思考　白のフォークロア』（大和書房、1974年）
- 『民俗宗教論の課題』（未來社、1977年）
- 『叢書身体の思想6　土の思想』（創文社、1977年）
- 『日本の民俗学』（講談社学術文庫、1978年）
- 『神の民俗誌』（岩波新書、1979年）
- 『新しい世界への祈り弥勒　日本人の信仰』（佼成出版社、1980年）
- 『江戸歳時記　都市民俗誌の試み』（吉川弘文館、1981年）
- 『都市民俗論の課題』（未來社、1982年）
- 『女の霊力と家の神　日本の民俗宗教』（人文書院、1983年）
- 『妖怪の民俗学 日本の見えない空間』（岩波書店、1985年、ちくま学芸文庫、2002年）
- 『現代民俗論の課題』（未來社、1986年）
- 『ヒメの民俗学』（青土社、1987年、ちくま学芸文庫、2000年）
- 『終末観の民俗学』（弘文堂、1987年、ちくま学芸文庫、1998年）
- 『霊魂の民俗学』（日本エディタースクール出版部、1988年、ちくま学芸文庫、2023年）
- 『江戸の小さな神々』（青土社、1989年）
- 『民俗学』（放送大学教育振興会、1990年）
- 『怖さはどこからくるのか』（筑摩書房〈ちくまプリマーブックス〉、1991年）
  - 『はじめての民俗学　怖さはどこからくるのか』（ちくま学芸文庫、2012年）
- 『日和見 日本王権論の試み』（平凡社選書、1992年）
- 『「心なおし」はなぜ流行る　不安と幻想の民俗誌』（小学館、1993年）
- 『山と里の信仰史』（吉川弘文館、1993年）
- 『民俗文化史』（放送大学教育振興会、1995年）
- 『ケガレの民俗誌 差別の文化的要因』（人文書院、1996年、ちくま学芸文庫、2010年）
- 『老人と子供の民俗学』（白水社、1996年）
- 『民俗学への招待』（ちくま新書、1996年）
- 『民俗神道論 民間信仰のダイナミズム』（春秋社、1996年）
- 『歴史と民俗のあいだ　海と都市の視点から』（吉川弘文館〈歴史文化ライブラリー〉、1996年）
- 『正月とハレの日の民俗学』（大和書房、1997年）
- 『日本の50年日本の200年　日本人と宗教』（岩波書店、1999年）
- 『冠婚葬祭』（岩波新書、1999年）
- 『都市とフォークロア』（御茶の水書房、1999年）
- 『都市空間の怪異』（角川選書、2001年、角川ソフィア文庫、2024年）
- 『宮田登 日本を語る』（吉川弘文館、2006-2007年）
  - （1）民俗学への道
  - （2）すくいの神とお富士さん
  - （3）はやり神と民衆宗教
  - （4）俗信の世界
  - （5）暮らしと年中行事
  - （6）カミとホトケのあいだ
  - （7）霊魂と旅のフォークロア
  - （8）ユートピアとウマレキヨマリ
  - （9）都市の民俗学
  - （10）王権と日和見
  - （11）女の民俗学
  - （12）子ども・老人と性
  - （13）妖怪と伝説
  - （14）海と山の民俗
  - （15）民俗学を支えた人びと
  - （16）民俗学の方法

## 共編著
- 『日本人の宗教』全4巻（田丸徳善・村岡空共編集、佼成出版社、1972年 - 1973年）
- 『早川孝太郎全集』全12巻（宮本常一・須藤功共編、未来社、1971年 - 2003年）
- 『現代日本民俗学』1 - 2（野口武徳・福田アジオ共編、三一書房、1974年）
- 『日本思想大系 20　寺社縁起』（桜井徳太郎・萩原竜夫共校注、岩波書店、1975年）
- 『庶民信仰の幻想』（圭室文雄共著、毎日新聞社江戸シリーズ、1977年）
- 『日光山と関東の修験道』（宮本袈裟雄共編、名著出版、山岳宗教史研究叢書、1979年）
- 『民俗学文献解題』（山路興造・福田アジオ・宮本袈裟雄・小松和彦共編集、名著出版、1980年）
- 『日本の技 4 山と雲匠のさと 甲信越』（北見俊夫共編集、集英社、1983年）
- 『日本民俗学概論』（福田アジオ共編 吉川弘文館、1983年）
- 『日本民俗文化大系 第4巻　神と仏 民族宗教の諸相』（責任編集、小学館、1983年）
- 『弥勒信仰』編 （雄山閣出版、民衆宗教史叢書、1984年）
- 『日本民俗文化大系 第9巻　暦と祭事 日本人の季節感覚』（責任編集、小学館、1984年）
- 『日本伝説大系 第1、5、8巻』編（みずうみ書房、1985年 - 1989年）
- 『日本民俗文化大系 第11巻 都市と田舎 マチの生活文化』（責任編集 小学館、1985年）
- 『女のフォークロア』（伊藤比呂美共著、平凡社ポリフォニー・ブックス、1986年）
- 『日本王権論』（網野善彦・上野千鶴子共著、春秋社、1988年）
- 『大系仏教と日本人 8　性と身分 弱者・敗者の聖性と非運』編（春秋社、1989年）
- 『日欧対照イメージ事典』（深沢俊共編著、北星堂書店、1989年）
- 『列島文化再考』（網野善彦・塚本学・坪井洋文共著、日本エディタースクール出版部、1989年、ちくま学芸文庫、2015年）
- 『近世のこども歳時記 村のくらしと祭り』（太田大八絵、岩波書店歴史を旅する絵本、1990年）
- 『海と列島文化 第3巻 玄海灘の島々』（甲元眞之・応地利明・任東権・永留久惠・横山順・佐伯弘次・川添昭二・長節子・田代和生・伊藤彰・波平恵美子・鈴木正崇・市川健夫共著、小学館、1990年）
- 『日本異界絵巻』（鎌田東二・小松和彦・南伸坊共著、河出書房新社、1990年）
- 『ふるさとの伝説 4 鬼・妖怪』（責任編集 ぎょうせい、1990年）
- 『海と列島文化 第7巻 黒潮の道』（村武精一・橋口尚武・外岡龍二・段木一行・葛西重雄・橋口尚武・井口直司・小島瓔禮・小林亥一・吉本忍・神野嘉治・浅野久枝・小島孝夫・後藤明共著、小学館、1991年）
- 『仏教民俗学大系 8 俗信と仏教』（坂本要共編、名著出版、1992年）
- 『柳田国男対談集』編 （ちくま学芸文庫、1992年）
- 『日本「神話・伝説」総覧』共著（新人物往来社、1993年）
- 『日本歴史民俗論集 5 都市の生活文化』（塚本学共編、吉川弘文館、1993年）
- 『日本歴史民俗論集 8 漂泊の民俗文化』（山折哲雄共編、吉川弘文館、1994年）
- 『日本歴史民俗論集 10 民間信仰と民衆宗教』（塚本学共編、吉川弘文館、1994年）
- 『空港のとなり町羽田』（横山宗一郎写真、岩波書店ビジュアルブック水辺の生活誌、1995年）
- 『現代の世相 6　談合と贈与』編（小学館、1997年）
- 『現代の世相 8　転換期の世相』（色川大吉共編、小学館、1997年）
- 『七福神信仰事典』編（戎光祥出版、神仏信仰事典シリーズ、1998年）
- 『日中文化交流史叢書 第5巻 民俗』（馬興国共編、大修館書店、1998年）
- 『現代民俗学の視点 民俗の思想』編（朝倉書店、1998年
- 『歴史の中で語られてこなかったこと おんな・子供・老人からの「日本史」』（網野善彦共著、洋泉社、1998年）、のち同・新書、朝日文庫
- 『神と資本と女性 日本列島史の闇と光』（網野善彦共著、新書館、1999年）
- 『三省堂年中行事事典』（田中宣一共編、1999年）
- 『往生考 日本人の生・老・死 国立歴史民俗博物館国際シンポジウム』（新谷尚紀共編、小学館、2000年）
- 『人生儀礼事典』（倉石あつ子・小松和彦共編、小学館、2000年）
- 『ものがたり日本列島に生きた人たち 8 民具と民俗 上』（編集協力 岩波書店、2000年）
- 『老熟の力 豊かな<老い>を求めて』（日本民俗学会監修 森謙二・網野房子共編、早稲田大学出版部。2000年）
- 『ものがたり日本列島に生きた人たち 7 伝承と文学 下』（編集協力 岩波書店、2001年）

## 関連人物
- 弥勒菩薩
- 大塚英志
- 網野善彦 - 宮田と親交深く、葬儀委員長を務めた。